# Sprookjestuin (Eindhoven)

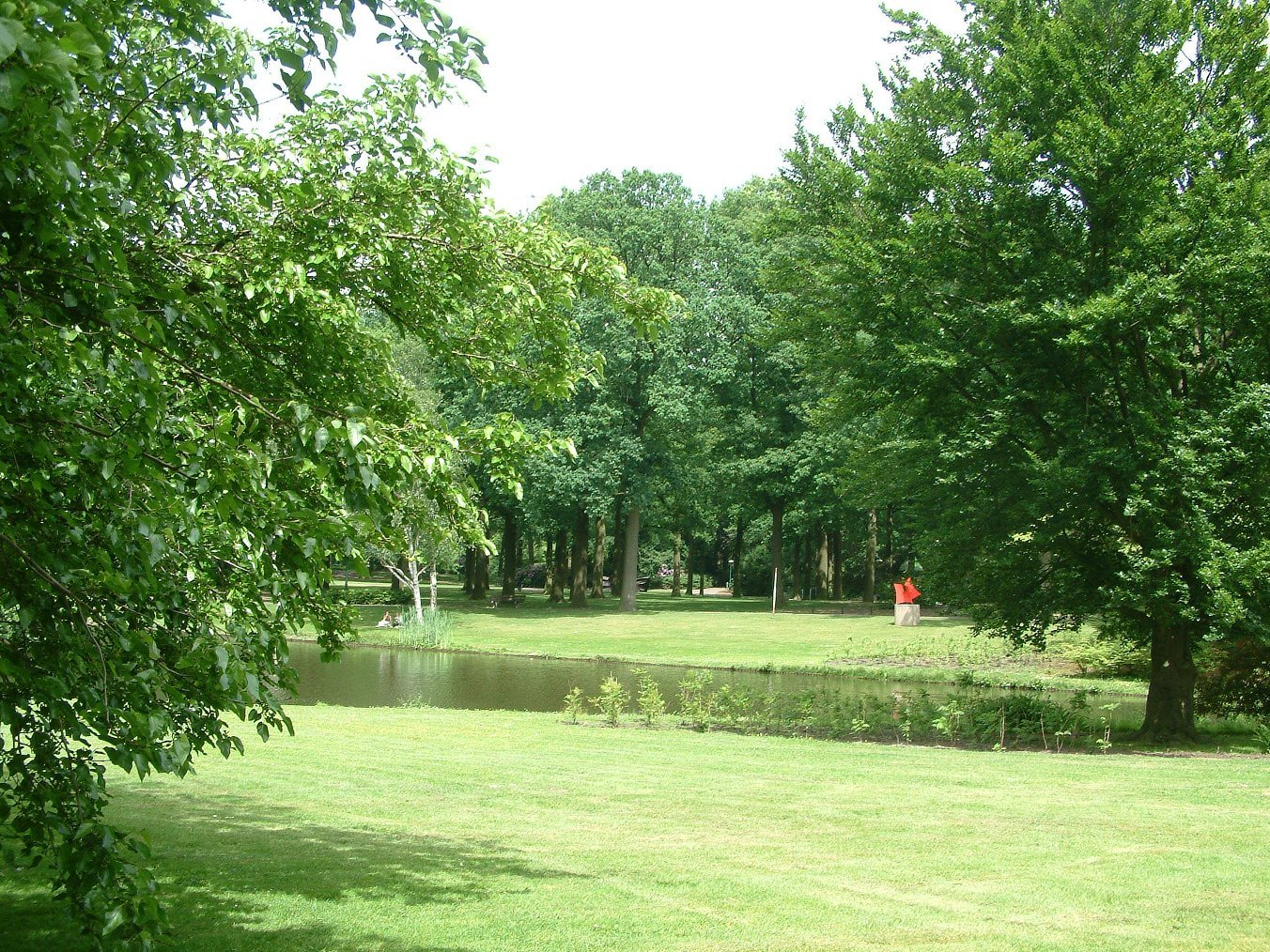
Het Eindhovense Stadswandelpark

De Sprookjestuin was een evenement in het Stadswandelpark in Eindhoven dat van 12 t/m 19 mei 1951 duurde. Het evenement werd georganiseerd door Philips, vanwege hun zestigjarig bestaan.
Omwille van de Tweede Wereldoorlog was het in 1941 niet mogelijk om het vijftigjarig bestaan van Philips te vieren. Daarom werd er tien jaar later groots uitgepakt. Naar een ontwerp van Rolf Paton werden in het Stadswandelpark de verhalen van Hans Christian Andersen en de gebroeders Grimm tot leven gebracht. Paton ontwierp kastelen, huisjes en decors van bekende sprookjes, die werden gebouwd onder leiding van de Rotterdamse aannemer K.J. De Winter. Philips zorgt voor de elektrotechnische en akoestische aspecten van de Spookjestuin en aannemer K.J. de Winter voor het bouwkundige en decoratieve gedeelte.

## Sprookjes
In de Sprookjestuin werden vele bekende sprookjes uitgebeeld. Zo waren onder andere de reus van Klein Duimpje, Hans en Grietje, Sneeuwwitje, Doornroosje, Tafeltje dek je, Zwaan kleef aan, Aladin en de wonderlamp, de rattenvanger van Hamelen en het mannetje in de maan in het park te zien. Acteurs kropen in de huid van de sprookjesfiguren.

## Sluiting
Het massaal toegestroomde publiek reageerde erg positief op de Sprookjestuin en het idee was dan ook om het de hele zomer toegankelijk te houden. Dit plan viel echter in duigen toen Geldrop en Tilburg te maken kregen met een pokkenuitbraak. Om te voorkomen dat er slachtoffers zouden vallen door deze ziekte, moest de Sprookjestuin al na drie dagen dicht.
In de dagen dat de Sprookjestuin in Eindhoven open was, trok het ruim 40.000 mensen.

## Sprookjesbos
Verschillende onderdelen van de Sprookjestuin werden ontworpen door Peter Reijnders, en hij is onder de indruk van het succes. Omdat hij de Sprookjestuin graag wilde behouden voor Eindhoven, stelde hij voor om het project opnieuw op te bouwen bij de Genneper Watermolen. Echter mislukten de pogingen van Reijnders om de Sprookjestuin voor de stad te behouden. In de gemeente Loon op Zand, waar Reijnders' zwager Reinier van der Heijden burgemeester was, initieerde hij samen met Anton Pieck het Sprookjesbos.